# 94 ق هـ
سنة 94 ق.هـ هي السنة الرابعة والتسعون السابقة للهجرة النبوية، وهي توافق ما بين سنتي 530 و531 في التقويم الميلادي، أي أنها بدأت سنة 530 وانتهت سنة 531م.

## وفيات
- عدي بن ربيعة.